# Слободан Дане Петровић
Слободан Дане Петровић (Београд, 2. октобар 1948) бивши југословенски и српски фудбалер.

## Каријера
Рођен је 2. октобра 1948. године. Члан пионирског тима Партизана постао је већ у шестој години. Прошао је чувену школу Флоријана Матекала. Има брата Миодрага, који је такође играо за Партизан. Са 17 година је дебитовао за први тим Партизана против Радничког у Нишу. За црно-беле је одиграо укупно 209 утакмица. Каријеру је наставио у Нирнбергу за који је током седам сезона одиграо око 400 утакмица и био први странац-капитен једног немачког тима.
Након завршетка играчке каријере, бавио се приватним бизнисом, има фарму пилића.